# South Fork Tuolumne River Bridge
Le South Fork Tuolumne River Bridge est un pont routier dans le comté de Tuolumne, en Californie, dans le sud-ouest des États-Unis. Construit dans le style rustique du National Park Service en 1937, ce pont à poutres permet à la Tioga Road de franchir la South Fork Tuolumne River, au cœur du parc national de Yosemite.